# Vahanavank
Vahanavank (en arménien Վահանավանք) est un monastère arménien des Xe et XIe siècles situé à 7 km à l'ouest de la ville de Kapan, dans le marz de Syunik. 